# Naw Ei Ei Min
Naw Ei Ei Min (birmanisch နော်အိအိမင်း; * vor 1995) ist eine myanmarische Politikwissenschaftlerin. Sie ist Expertin für die Rechte Indigener Völker und selbst Angehörige des Volkes der Karen.

## Herkunft und Ausbildung
Naw Ei Ei Min studierte an der Chulalongkorn-Universität in Bangkok und erwarb einen Master-Titel in International Development Studies. An der Open University im britischen Milton Keynes absolvierte sie einen Diplomstudiengang in Environmental Policy in an International Context.

## Karriere
Seit 2013 leitet Naw Ei Ei Min die von ihr gegründeten Organisation Promotion of Indigenous and Nature Together (POINT) in Rangun.
Daneben ist sie Mitglied des Exekutivrates des Asia Indigenous Peoples Pact (AIPP) mit Sitz in Thailand. Sie setzt sich für nachhaltige Entwicklung und Management der natürlichen Ressourcen aller Menschen unabhängig von Geschlecht oder ethnischer Zugehörigkeit. Seit der UN-Klimakonferenz in Lima 2014 setzte sie sich für die Rechte der Indigenen Völker bei den sich durch den Klimawechsel stellenden Aufgaben. Ihre Klimaschutzarbeit findet auf lokaler, regionaler, nationaler und internationaler Ebene statt. Weitere Themenschwerpunkte liegen bei der Situation indigener Frauen, beim Schutz der Biodiversität, der Verbreitung indigenen Wissens und Landrechten.

## Positionen
Naw sieht insbesondere indigene Frauen als Hüterinnen und Anwenderinnen von althergebrachtem Wissen und als Schöpferinnen neuer nachhaltiger, die Umwelt bewahrender Verhaltensformen. Der Erhalt ursprünglichen Saatgutes, Biodiversität, Ernährungssicherheit und Wohlergehen von Gemeinschaften stehen aus ihrer Sicht hier im Zentrum.
Zur Rolle der Frauen in indigenen Gesellschaften sagte sie bei der 22ten Sitzung des Forums für indigene Angelegenheiten vom 17. bis 28. April 2023: „Wenn wir in die Küche einer Frau eine große Vielfalt von natürlichen Lebensmittel sehen, wissen wir, dass sie eine hart arbeitende Frau und ein wertvolles Mitglied der Gemeinschaft ist. Für uns ist das ein wichtigerer Indikator für ihren Wert als der Besitz von Geld!“

## Sonstige Aufgaben
Naw Ei Ei Min wurde für die Periode vom Januar 2023 bis Dezember 2025 als Vertreterin der Indigenen-Organisationen zu einer der 16 Experten des Ständigen Forums für indigene Angelegenheiten beim UN-Wirtschafts- und Sozialrat ernannt.